# Brian Engblom
Brian Paul Engblom, född 27 januari 1955, är en kanadensisk före detta professionell ishockeyspelare som tillbringade elva säsonger i den nordamerikanska ishockeyligan National Hockey League (NHL), där han spelade för ishockeyorganisationerna Montreal Canadiens, Washington Capitals, Los Angeles Kings, Buffalo Sabres och Calgary Flames. Han producerade 206 poäng (29 mål och 177 assists) samt drog på sig 599 utvisningsminuter på 659 grundspelsmatcher. Engblom spelade också på lägre nivåer för Nova Scotia Voyageurs i American Hockey League (AHL) och Wisconsin Badgers (University of Wisconsin) i National Collegiate Athletic Association (NCAA).
Han draftades i andra rundan i 1975 års draft av Montreal Canadiens som 22:a spelare totalt.
Engblom vann tre raka Stanley Cup-titlar med Canadiens för säsongerna 1976-1977, 1977-1978 och 1978-1979. Han fick dock inte sitt namn ingraverad på Stanley Cup-pokalen för 1976-1977 eftersom han spelade för få matcher för dem.
Efter karriären har han varit expertkommentator i både radio och TV för sportsändningar rörande matcher för Colorado Avalanche, Columbus Blue Jackets, Los Angeles Kings, Tampa Bay Lightning och Winnipeg Jets och även studioarbete rörande NHL som helhet.

## Statistik
| 1972–1973   | Winnipeg Monarchs     | MJHL        | 48  | 17 | 46  | 63  | 94  | —  | — | —  | —  | —  |
| 1973–1974   | Wisconsin Badgers     | NCAA        | 36  | 10 | 21  | 31  | 54  | —  | — | —  | —  | —  |
| 1974–1975   | Wisconsin Badgers     | NCAA        | 38  | 13 | 23  | 36  | 58  | —  | — | —  | —  | —  |
| 1975–1976   | Nova Scotia Voyageurs | AHL         | 73  | 4  | 34  | 38  | 79  | 9  | 1 | 7  | 8  | 26 |
| 1976–1977   | Montreal Canadiens    | NHL         | —   | —  | —   | —   | —   | 2  | 0 | 0  | 0  | 2  |
|             | Nova Scotia Voyageurs | AHL         | 80  | 8  | 42  | 50  | 89  | 11 | 3 | 10 | 13 | 10 |
| 1977–1978   | Montreal Canadiens    | NHL         | 28  | 1  | 2   | 3   | 23  | 5  | 0 | 0  | 0  | 2  |
| 1978–1979   | Montreal Canadiens    | NHL         | 62  | 3  | 11  | 14  | 60  | 16 | 0 | 1  | 1  | 11 |
| 1979–1980   | Montreal Canadiens    | NHL         | 70  | 3  | 20  | 23  | 43  | 10 | 2 | 4  | 6  | 6  |
| 1980–1981   | Montreal Canadiens    | NHL         | 80  | 3  | 25  | 28  | 96  | 3  | 1 | 0  | 1  | 4  |
| 1981–1982   | Montreal Canadiens    | NHL         | 76  | 4  | 29  | 33  | 76  | 5  | 0 | 2  | 2  | 14 |
| 1982–1983   | Washington Capitals   | NHL         | 73  | 5  | 22  | 27  | 59  | 4  | 0 | 2  | 2  | 2  |
| 1983–1984   | Washington Capitals   | NHL         | 6   | 0  | 1   | 1   | 8   | —  | — | —  | —  | —  |
|             | Los Angeles Kings     | NHL         | 74  | 2  | 27  | 29  | 59  | —  | — | —  | —  | —  |
| 1984–1985   | Los Angeles Kings     | NHL         | 79  | 4  | 19  | 23  | 70  | 3  | 0 | 0  | 0  | 2  |
| 1985–1986   | Los Angeles Kings     | NHL         | 49  | 3  | 13  | 16  | 61  | —  | — | —  | —  | —  |
|             | Buffalo Sabres        | NHL         | 30  | 1  | 4   | 5   | 16  | —  | — | —  | —  | —  |
| 1986–1987   | Calgary Flames        | NHL         | 32  | 0  | 4   | 4   | 28  | —  | — | —  | —  | —  |
| NHL totalt  | NHL totalt            | NHL totalt  | 659 | 29 | 177 | 206 | 599 | 48 | 3 | 9  | 12 | 43 |
| AHL totalt  | AHL totalt            | AHL totalt  | 153 | 12 | 76  | 88  | 168 | 20 | 4 | 17 | 21 | 36 |
| NCAA totalt | NCAA totalt           | NCAA totalt | 74  | 23 | 44  | 67  | 112 | —  | — | —  | —  | —  |